# Альтомонте
Альтомонте (итал. Altomonte) — город в Италии, расположен в регионе Калабрия, подчинён административному центру Козенца (провинция).
Население составляет 4493 человека, плотность населения составляет 69 чел./км². Занимает площадь 65 км². Почтовый индекс — 87042. Телефонный код — 00981.
Покровителем города считается Святой Франциск.